# Rijsbergen

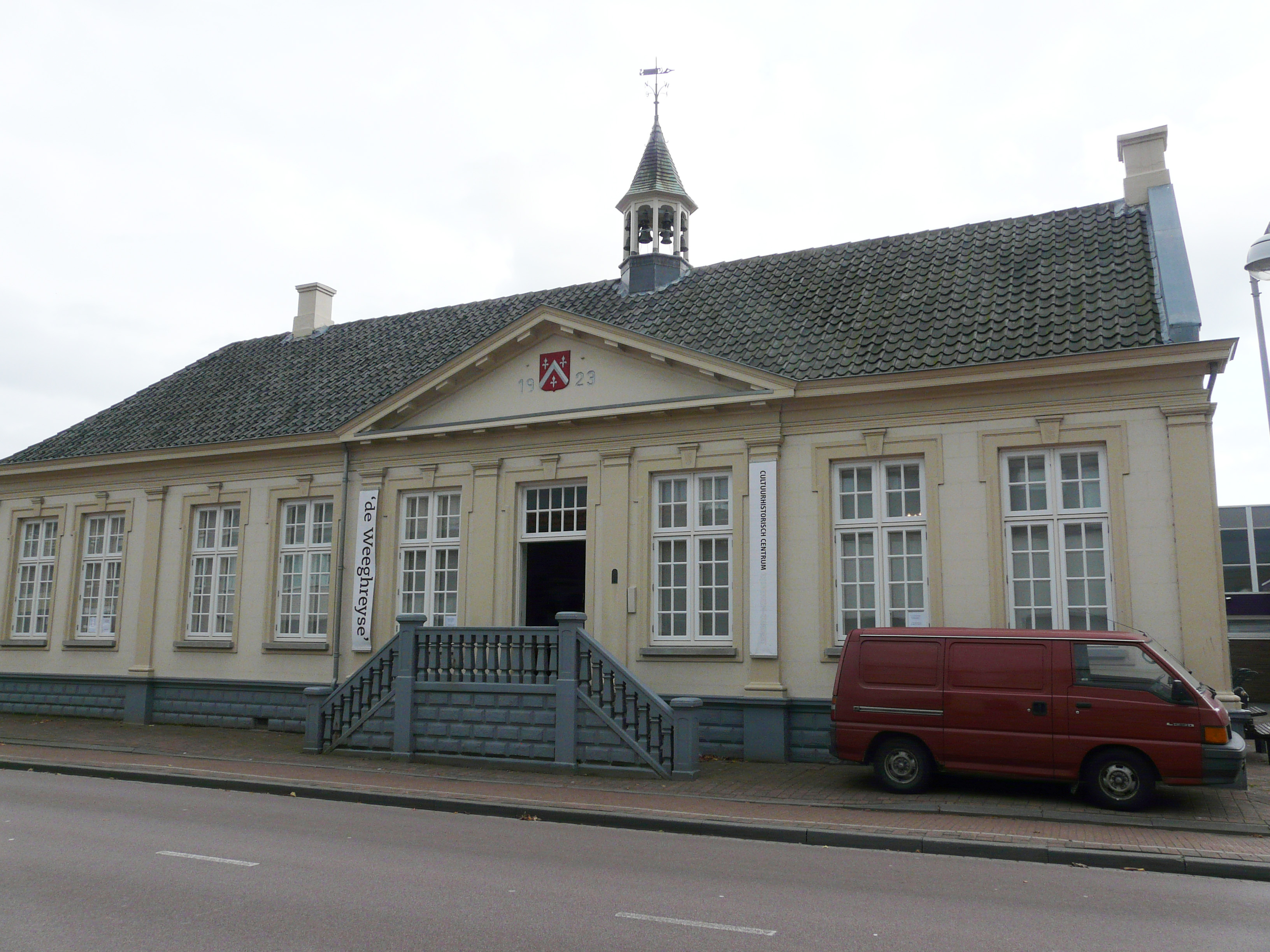
Voormalig raadhuis

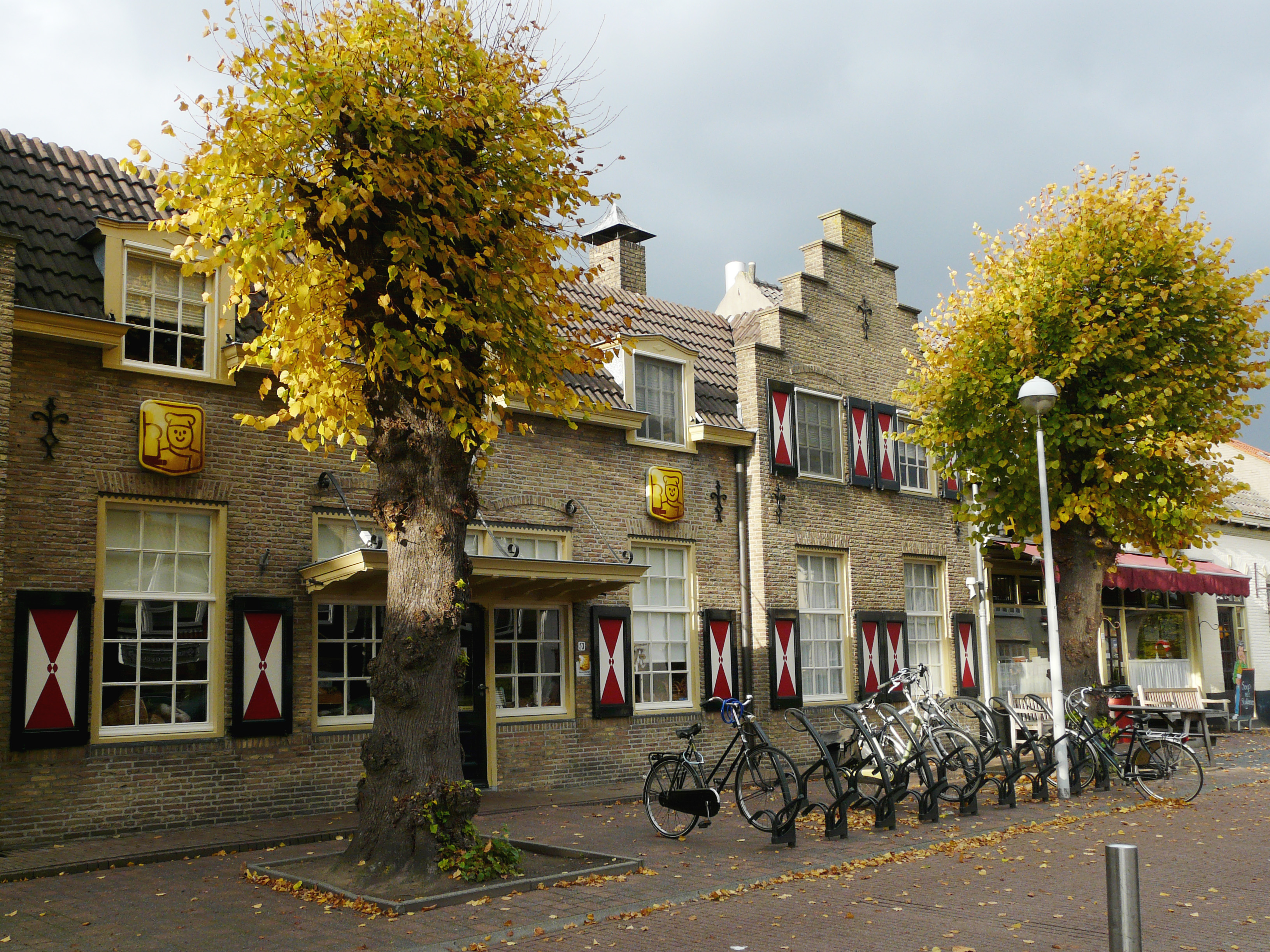
Sint Bavostraat

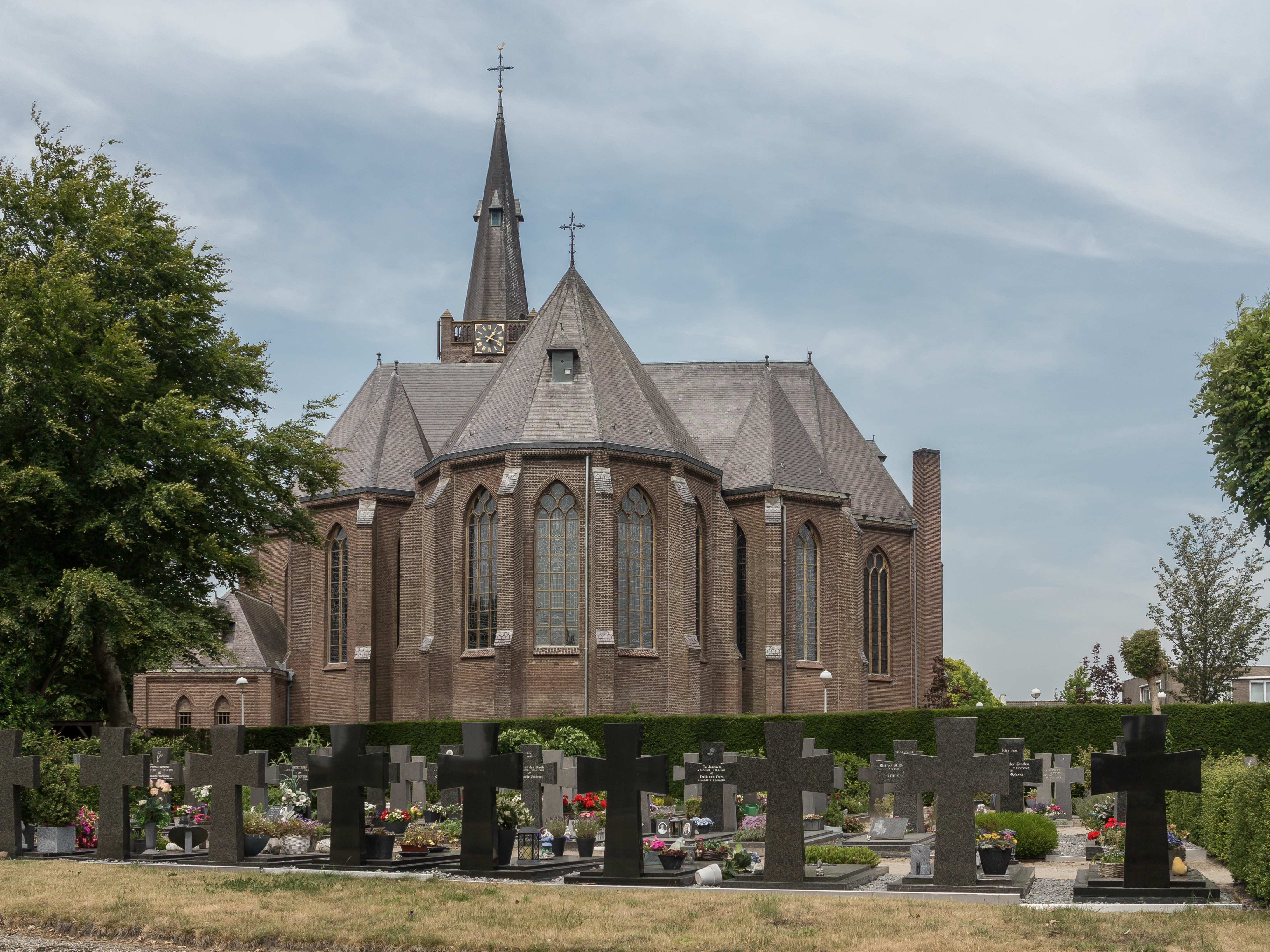
Sint-Bavokerk

Rijsbergen is een dorp in de gemeente Zundert in de Nederlandse provincie Noord-Brabant. Tot 1 januari 1997 was het een zelfstandige gemeente. Het grootste deel van deze gemeente, waaronder de buurtschap Hazeldonk, is samengevoegd met de oude gemeente Zundert tot de nieuwe gemeente Zundert. De grensovergang Hazeldonk met de aanliggende industriewijk is naar de gemeente Breda overgegaan.

## Ligging
Rijsbergen ligt tussen Zundert en Breda. Nabijgelegen kernen zijn Effen, Etten-Leur, Galder, Klein-Zundert, Meer, Meersel-Dreef en Sprundel.

## Toponymie
De naam Rijsbergen is een samentrekking van rijs in de zin van rijshout, en berg.

## Geschiedenis

### Voorgeschiedenis
Het gebied waar Rijsbergen ligt werd al lange tijd bewoond. Zo werd in de naburige buurtschap Tiggelt in 1812 een Romeins tempeltje ontdekt, gewijd aan de godin Sandraudiga.
Vroeger bestond de mening dat Rijsbergen reeds in 965 werd genoemd in een oorkonde, en wel als: villa Risbecha in de gouw van Taxandria. Tegenwoordig wordt aangenomen dat genoemde oorkonde niet op Rijsbergen betrekking heeft.
De eerste vermelding van de plaats stamt uit 1159 (Riseberga). Deze acte vermeldt dat ene Werner van Rijsbergen zijn bezit te Essen geschonken heeft aan de Abdij van Tongerlo. Mogelijk was Rijsbergen toen al een nederzetting van enige omvang, en mogelijk in het bezit van een kapel of kerk.
Aanvankelijk was Rijsbergen een bezit van de Sint-Baafsabdij te Gent. In 1523 werd Rijsbergen afgestaan aan Hendrik III van Nassau, heer van Breda. De schepenbank bevond zich in Zundert.

### Kerkelijke geschiedenis
De kapel, die in de 13e eeuw als kwartkerk werd gesticht, en het patronaatsrecht was tot 1559 in handen van de Abt van de Sint-Baafsabdij, en daarna in handen van diens opvolger, de Bisschop van Gent. Dit was met zekerheid tot 1628 het geval. In 1648 echter, werd de kerk genaast door de hervormden, die de, oorspronkelijk aan Sint-Bavo gewijde, kerk tot 1797 in hun bezit hadden. Het betrof een kruiskerk met rechthoekig gesloten koor, dat uiteindelijk drie altaren telde. In 1740 was het gebouw sterk vervallen en werd de kerk verkleind. De katholieken sloopten de kerk in 1810 en bouwden tegen de oude, vermoedelijk 15e-eeuwse, toren een nieuwe kerk. Later werd ook deze kerk gesloopt, om in 1918 door de huidige Sint-Bavokerk te worden vervangen.
Zeker vanaf 1418 vond in de kerk een cultus plaats ter ere van het Heilig Kruis. Het is niet duidelijk of de verering een reliek betrof dan wel een miraculeus kruisbeeld. Het betreffende voorwerp is gedurende de Tachtigjarige Oorlog verdwenen, en sinds 1648 was het houden van processies verboden. In 1717 kreeg de toenmalige schuurkerk opnieuw een reliek van het Heilig Kruis, en kon men enkele tientallen dagen aflaat verdienen met een gebed als: Ik bedanke U Allerzoetste Jesus, dat Gij voor ons zijt gestorven. Gedurende de 19e eeuw stierf deze devotie uit, en in 1878 werd gemeld dat er geen verering van het Heilig Kruis meer bestond.
Aan de Ettenseweg 37 vestigden zich in 1939 de zusters Dominicanessen in het Klooster "Bethanië". Er werd een kapelletje gebouwd, maar in 1980 vertrokken de zusters weer. Op het terrein was ook het door de zusters gestichte meisjespensionaat Huize St. Jozef gevestigd.
De eerste protestanten vestigden zich in 1615 te Rijsbergen. In 1648 kregen ze de beschikking over de drie kerken (Rijsbergen, Zundert, Klein-Zundert). De kerken werden in de Franse tijd aan de katholieken teruggegeven en in 1805 werd in de plaats ervan een Napoleonskerk te Zundert gebouwd. Hoewel er in Rijsbergen geen protestants kerkgebouw meer bestond, werd in 1959 vanuit Breda een kleine gemeente van de Gereformeerde Kerken vrijgemaakt gesticht die in 1962 een voormalige NS-loods als kerkje inrichtte. Deze gemeente werd in 1967 buiten de kerkorde geplaatst, ging verder als Diakonia Evangelie Verkondiging en sloot zich in 1980 aan bij de Nederlands Gereformeerde Kerken. Het gebouwtje aan de Gommerstraat 87 werd in 2008 aanzienlijk uitgebreid vanwege de groei van de gemeente.

### Tweede Wereldoorlog
Op 4 oktober 1944 vond een bloedige overval door de bezetter en diens handlangers plaats op een boswachterswoning die door het verzet werd gebruikt: De Post in de Vloeiweide. Ieder jaar wordt op de eerste zondag na 4 oktober een stille tocht gehouden ter nagedachtenis aan degenen die hierbij omkwamen. Deze tocht eindigt bij het Vloeiweidemonument aan de Hellegatseweg, de plaats waar de slachtoffers zijn doodgeschoten.

## Bezienswaardigheden
Rijsbergen was oorspronkelijk een straatdorp, dat pas in de 2e helft van de 20e eeuw met enkele woonwijken aan de noordwestzijde werd uitgebreid.
- De Sint-Bavokerk is een neogotische kerk uit 1918 die zich bevindt aan Sint-Bavostraat 12.
- Het voormalige raadhuis, aan Sint-Bavostraat 18, is tegenwoordig een cultureel centrum.
- De dorpspomp uit 1714 bevindt zich nabij de Sint-Bavostraat op het voormalige Marktveld.
- Het Woonhuis aan Kaarschotsestraat 2 heeft een ingang met hardstenen omlijsting en dateert uit 1778.
- Enkele hardstenen grenspalen uit 1730, op de grens tussen Princenhage en Rijsbergen, nabij de Rijsbergerweg.

Zie ook
- Lijst van rijksmonumenten in Rijsbergen
- Lijst van gemeentelijke monumenten in Rijsbergen

## Natuurgebieden
Rijsbergen ligt nabij het stroomdal van de Aa of Weerijs. Ten oosten daarvan en parallel daarmee stroomt de Hazeldonkse Beek, terwijl direct ten westen van Rijsbergen nog de Goudbergse Leij stroomt.
Rijsbergen wordt omringd door landbouwgebied met hier en daar stukjes bos op de drogere delen. Voorts zijn er, verder van de kom gelegen, een aantal grotere natuurgebieden, te weten:
- Pannenhoef, een landgoed van 578 ha ten westen van Rijsbergen
- Vloeiweide, een landgoed van 118 ha ten noorden van Rijsbergen
- Krabbebosschen, een landgoed van 96 ha ten noordoosten van Rijsbergen, gelegen tussen Breda en Rijsbergen

## Economie
Rond de hoofdstraat zijn diverse winkels. Op dinsdagmiddag wordt een weekmarkt gehouden. Aan de rand van het dorp ligt het bedrijventerrein "De Waterman". Daarnaast bestaat een groot gedeelte van de bedrijvigheid uit tuin- en akkerbouw, bosbouw en veehouderij.

## Evenementen in Rijsbergen
Boerendag Rijsbergen. Iedere eerste zaterdag in augustus vindt er in Rijsbergen de Boerendag plaats, dit is van oorsprong een veekeuring en presentatie van het oude boerenleven. Veel ouderen in Rijsbergen helpen mee de oude materialen te restaureren in de 'karkooi'. Vanwege alle dierziekten in de jaren 90 is de veekeuring helaas komen te vervallen. Later is dit weer wel opnieuw opgestart.
Carnaval in Rijsbergen. Op zondag wordt een grote carnavalsoptocht gehouden. Deze vindt tegelijk plaats met de die in Prinsenbeek (Boemeldonck). Er zijn in Rijsbergen deelnemers uit de hele regio. Rijsbergen heet met carnaval 't Aopelaand'.
Korenfestival Rijsbergen. Sinds 1989 wordt in Rijsbergen jaarlijks het Nationaal Jongerenkorenfestival (ook wel NKJ genoemd; Nationaal Kampioenschap Jongerenkoren) gehouden. Dit tweedaagse festival in de Sint Bavokerk is begonnen als festival voor Katholieke jongerenkoren maar tegenwoordig doen ook protestantse koren mee. Naast de competitie vinden tijdens het festival verschillende activiteiten plaats, zoals spellen en live-optredens van bands. In 2006 is het festival uitgebreid met een competitie voor kinderkoren.
Kennedymars. 25, 40 of 80 km lange wandelmars die jaarlijks gehouden wordt sinds 1965.
Bavoloop. Hardloopwedstrijd in het centrum van Rijsbergen (sinds 1988). onder meer de KNAU 10 kilometer wedstrijd- en trimloop.
Rijsbergse Vliegerdagen. Tweedaags internationaal vliegerevenement, (Rijsbergsevliegerdagen.nl)

## Onderwijs
Aan de Sint Bavostraat is de rooms-katholieke basisschool Sint Bavo. Tegen Effen vindt men ook nog De Koperakker; dit is een speciale school voor kinderen met gedrag en of psychische problematiek.

## Verenigingen
Verenigingen in Rijsbergen zijn onder meer:
- Voetbalvereniging VVR
- De Guld van Tichelt
- Luchtbuksgilde Sint Willibrordus
- Ponyclub Door Eenheid Sterk (DES)
- Rijsbergse Tennisclub (RTC)
- Rijsbergse volleybalclub (RVC)
- De Rijsbergse Golfclub De Turfvaert

## Verkeer en vervoer
Rijsbergen is bereikbaar via de A16 en de N263.

### Openbaar vervoer
Openbaar vervoer van Arriva door middel van de volgende buslijnen:
- Lijn 225: Zundert – Rijsbergen – Etten-Leur (buurtbus)
- Lijn 374: Made – Wagenberg – Terheijden – Breda – Effen – Rijsbergen – Zundert (Bravodirect)

## Woonvoorzieningen voor ouderen
Er zijn twee voorzieningen, de Koutershof en 't Rijserf.

## Geboren in Rijsbergen
- Teunie de Brouwer (1993), actrice
- Jos van Aert (26 augustus 1962), wielrenner
- Yves de Boer (1951), politicus
- Piet Braspennincx (29 augustus 1943), wielrenner
- Cees Haast (19 november 1938), wielrenner
- Jacques Hanegraaf (1960), wielrenner
- Cor Ria Leeman (1919-1991), schrijver van kinderboeken
- Louis Kuypers (1924-2003), kerkmusicus, priester en theoloog
- Richard Martens (22 mei 1985), voetbalscheidsrechter
- Johan van der Velde (12 december 1956), wielrenner
- Jacco Verhaeren (4 april 1969), zwemcoach
- Henk Visser (1917-1991), beeldhouwer en graficus
- Jan Jozef de Vlam (1828-1898), onderwijzer en pedagoog
- Patrick Martens (4 april 1978), acteur en presentator